# 20세기 파리

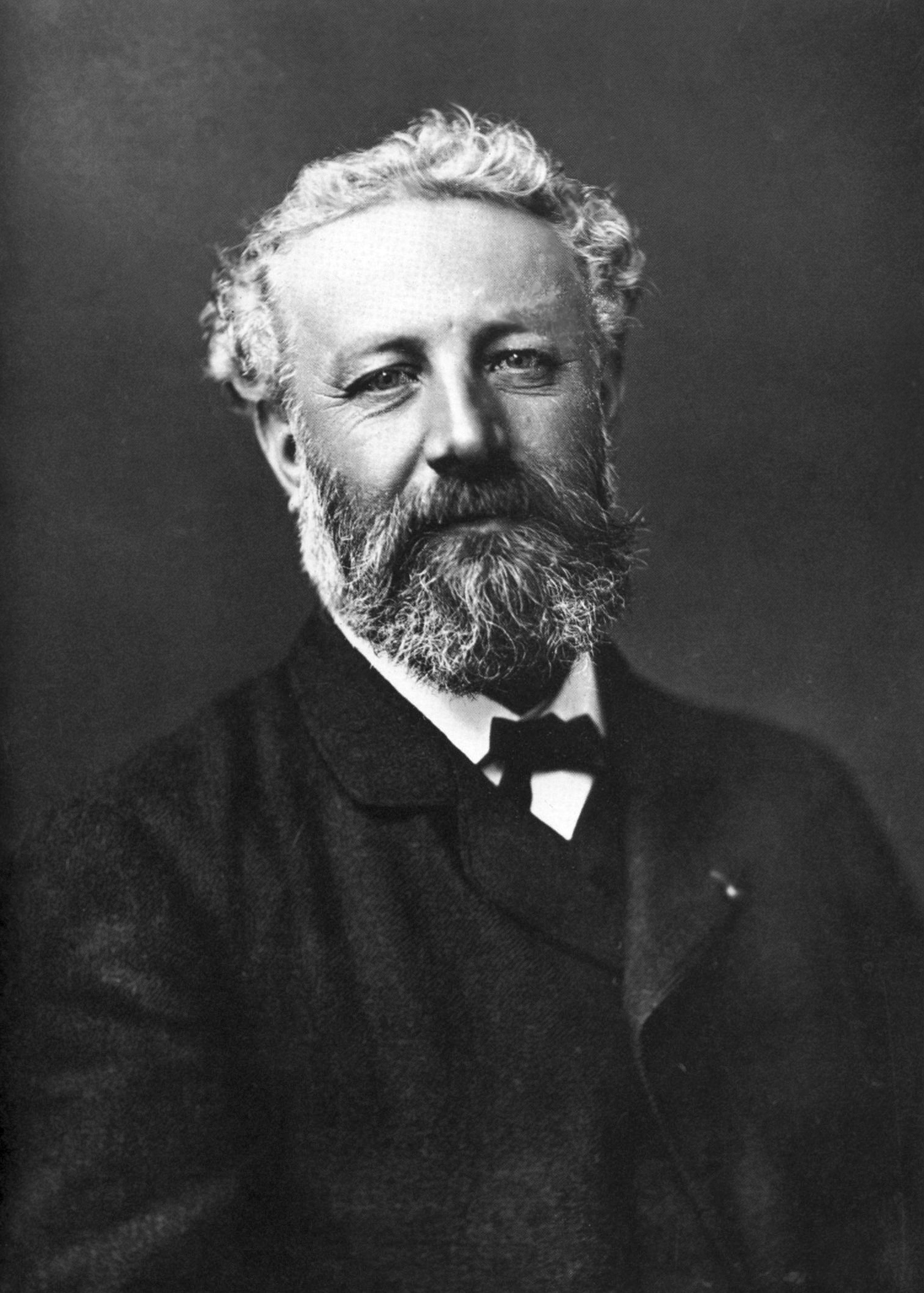

《20세기 파리》(Paris au XXe siècle)는 쥘 베른이 1860년 <5주간의 기구여행>과 같은 시기 집필한 초기작이다. 이 작품은 집필 시점부터 100년 뒤인 1960년대 파리를 배경으로 한 미래 소설이다. 취업난을 겪는 한 인문학도 청년 미셸과, 고층 유리 빌딩, 에어컨, 인터넷, 국제 금융에 시달리는 사람들 등 20세기와 21세기를 예견한 내용들이 그려져 있다. 하지만 이 책은 헤첼에게 내용이 다소 충격적이라는 이유로 20년 뒤 발간하도록 요구되고 결국 베른의 증손자가 마지막으로 베른의 금고를 정리하던 중 원고를 발간해 약 130년 뒤인 1994년 출판되었다.